# Bideine
Bideine (ou Bideini, Bidene) est une localité du Cameroun situé à proximité du lac Tchad dans le département du Logone-et-Chari et la Région de l'Extrême-Nord. Elle fait partie de la commune de Darak.

## Population
Le recensement de 2005 distinguait deux villages, Bidene I (451 h.) et Bidene II (366 hab.).